# Shorea worthingtoni
Shorea worthingtoni är en tvåhjärtbladig växtart som beskrevs av Peter Shaw Ashton. Shorea worthingtoni ingår i släktet Shorea och familjen Dipterocarpaceae. Inga underarter finns listade i Catalogue of Life.